# Spanczewci
Spanczewci (bułg. Спанчевци) – wieś w Bułgarii, w obwodzie Montana, w gminie Wyrszec. Według danych szacunkowych Ujednoliconego Systemu Ewidencji Ludności oraz Usług Administracyjnych dla Ludności, 15 września 2023 roku miejscowość liczyła 365 mieszkańców.

## Osoby związane z miejscowością

### Urodzeni
- Trifon Bałkanski (1920–2005) – bułgarski  generał lejtant